# 히가시치바역
히가시치바역(일본어: 東千葉駅, ひがしちばえき)은 일본 지바현 지바시 주오구에 있는 철도역이다.

## 타는 곳
| 1 | ■ 소부 본선 ■ 나리타선 | 지바 방면                                                   |
| 2 | ■ 소부 본선            | 사쿠라・야치마타・나루토・요카이치바・조시 방면             |
| 2 | ■ 나리타선             | 사쿠라・나리타・나리타 공항・사와라・조시・가시마 신궁 방면 |

## 역세권 정보
- 국도 126호선

## 역사
- 1965년 12월 20일: 영업 개시.

## 인접역
|-
| 시·종착역
| 
| 시·종착역
|-